# Famille Despine
Pour les articles homonymes, voir Despine.
La famille Despine, que l'on trouve également écrit sous les formes d'Espine, de Lepine, de Lespine, de l'Espine, est une ancienne famille savoyarde de notables, originaire des Bauges, dont la filiation est prouvée depuis le XVIe siècle.
La branche subsistante de la famille Despine en Savoie a relevé un titre de baron, par adoption autorisée en 1841, à la suite de l'anoblissement en 1782 de l'un de ses membres, mort sans descendance. Une autre branche s'est installée à Genève, où elle est reçue à la bourgeoisie, en 1792. On retrouve des rameaux en Piémont, en France, notamment à Saint-Malo et jusqu'aux Antilles. Des membres de cette famille ont occupé des charges de notaires et de châtelains au service de la Maison de Savoie, puis au cours des siècles suivants (notamment les XVIIIe et XIXe siècles) un conseiller du roi, un secrétaire du roi et plénipotentiaire à La Haye, des diplomates, des négociants, des militaires, des hauts fonctionnaires, ou des médecins, dont certains ont été directeurs des thermes d'Aix.

## Histoire

### Origines
Amédée de Foras, dans son Armorial et nobiliaire de l'ancien duché de Savoie (1878), rappelle que l'on trouve dans la documentation médiévale plusieurs personnalités portant le nom de Spina, en Tarentaise, au cours des XIVe et XVe siècles. Dans son Répertoire numérique détaillé du fonds Garbillon-Despine (1981), l'archiviste-documentaliste aux Archives départementales de la Haute-Savoie, Robert Gabion souligne que ce patronyme est attesté en Savoie dès le début du XIIe siècle. En effet, un moine de l'abbaye d'Hautecombe, en 1190, d'après les travaux du savoyard Joseph-Antoine Besson, est mentionné d'après notamment Jacques Augustin Galiffe (1776-1853), historien et généalogiste suisse, dans son septième volume de ses Notices généalogiques sur les familles genevoises (1895). Un Guillaume Despine apparaît également dans la documentation au siècle suivant comme châtelain de Beaufort (v. 1398). Selon les travaux de l'historien Bernard Ducretet, le de Spina mentionné comme châtelain en 1395, 1398, 1402 était en réalité un lieutenant, c'est-à-dire chargé par le châtelain de la gestion. Le comte de Foras considère qu'il s'agit de personnalités ayant appartenu à une famille noble tarine dont les liens avec les Despines des Bauges « est fort possible, mais n'est pas prouvé », tandis que l'abbé Laurent Morand (1889), spécialiste de la région des Bauges, dans l'un des volumes qu'il consacre à cette région, indique « Plusieurs indices sérieux me font penser que les uns et les autres avaient, avec leurs homonymes des Bauges, une origine commune. »
Le nom de famille Despines se retrouve dans les différentes sources médiévales et modernes sous les formes Despine, d'Espine, de Lespine, de l'Espine,. L'abbé Morand considère que « Son nom, tiré du latin de Spina, doit régulièrement se traduire, non point par Despine, comme les branches de Savoie le font ordinairement, mais par d'Espine ou de l'Espine, comme on le lit fréquemment dans les anciens actes officiels et comme la branche résidant actuellement à Genève a continué à l'écrire. » L'archiviste-documentaliste Robert Gabion indique quant à lui que le « patronyme de Spina pourrait se traduire par De L'Épine » et qu'il a dérivé sous la forme Despine en Savoie et D'Espine selon la forme « française » et suisse.
Cette famille est dite originaire des Bauges,. Toutefois, les fonds des Archives départementales de la Haute-Savoie permettraient d'avancer une origine dans les environs des Échelles, dans l'Avant-pays savoyard.
Le fonds d'archives dédié à la famille Despine aux archives départementales de la Haute-Savoie comprend des documents depuis 1345,. Un Guillaume Despine est mentionné comme notaire pour le compte du châtelain du Châtelard, Gaspard de Montmayeur (v. 1357),. L'abbé Morand donne, pour sa part, une liste d'individus trouvée dans les différents documents qu'il a pu consulter, portant ce nom de famille depuis l'année 1357 jusqu'au milieu du XVe siècle, il précise cependant « bien qu'il soit manifeste que ces divers personnages soient des descendants de Guillaume, je n'ai pu découvrir d'une manière certaine la filiation relative de chacun d'eux. » On trouve, par exemple, noble Antermet de Spina (Antermet de L'Épine), donné comme châtelain de Chambéry (?), et mentionné comme receveur de la châtellenie des Bauges vers 1445-1446,. Il est nommé, par la suite, châtelain de Tarentaise, pour les années 1447 à 1451,.
L'abbé Laurent Morand ne présente une filiation prouvée de cette famille qu'à partir du début du XVIe siècle. De même, le comte de Foras fait débuter sa proposition de généalogie qu'avec Guillaume d'Espine, notaire ducal au Châtelard, en 1515. Pour Jacques Augustin Galiffe, la filiation débute avec le notaire et châtelain, Claude-Guillaume († 1641). Gustave Chaix d'Est-Ange, dans son Dictionnaire des familles françaises anciennes ou notables à la fin du XIXe siècle (1914), s'appuie principalement sur les trois auteurs précédents pour sa notice. Enfin, Robert Gabion (1981) indique que « la généalogie suivie de la famille ne remonte guère qu'à la fin du XVIe siècle, avec Guillaume Despine (1582-1641) ».

### Les Despines en Bauges
Les Despines appartiennent à la petite notabilité du Châtelard. Robert Gabion présente ainsi cette famille « c'est surtout sur le plateau des Bauges que, dès le XVIe siècle du moins, la famille paraît avoir été le plus solidement fixée, en particulier dans les paroisses du Châtelard et de La Motte, où elle s'était en quelque sorte spécialisée dans les charges de notaires et de châtelains. » Plusieurs rameaux, d'une branche cadette, font souches à Chambéry, puis à Annecy, à Saint-Malo, puis à Genève (Suisse),.
Morand avance que Guillaume d'Espine pourrait être « très probablement fils du trésorier des guerres, Antelme » qu'il mentionne en préambule. C'est par ce même Guillaume, qu'Amédée de Foras fait débuter sa filiation. Les deux auteurs indiquent qu'il aurait eu pour fils Guillaume dit aussi Claude-Guillaume,. Claude-Guillaume d'Espine ou Despine (1582-1641) est ainsi mentionné en 1602 lors de la signature de son contrat de mariage avec Clauda Bugnet, mentionnée dans un document comme « châtelaine de Lépine ». Ce titre fait penser que Claude-Guillaume d'Espine a pu remplir le rôle de châtelain dans la région. Ils ont quatre enfants dont deux fils, Jean-Claude et Claude, également notaires ducaux,. Les deux filles épousent des fils de la famille noble de Cerise, une famille qui est mentionnée en Bauges vers la fin du XVe siècle.
Jean-Claude d'Espine († 1638) est à l'origine de la branche aînée qui disparait au cours du siècle suivant,,, « après quatre générations ». Parmi les descendants de cette branche aînée, le petit-fils, Claude d'Espine († 1688), « remplit l'office de châtelain ». Le frère cadet de Jean-Claude d'Espine, Claude d'Espine ou Despine (1609-1684), est à l'origine de la branche cadette qui se poursuit,,. Les premiers membres de ce rameau sont implantés en Bauges, mais très vite on retrouve leurs descendants installés sur les contreforts des Bauges, Chambéry, Annecy et Aix, puis au-delà « en Piémont, en France, en Russie, jusqu'aux Antilles. Peu après 1700, deux frères se fixent à Saint-Malo ».
Claude d'Espine ou Despine (1609-1684),, chef de cette seconde branche, est notaire ducal à La Motte (1642-1684). Il épouse Françoise Catton en 1641,. Leur fils aîné, Claude-Maurice (1643-1679),, lui succède en devenant le chef de la branche ainsi qu'en étant « notaire et châtelain, en résidence à La Motte » (1670-1679). Il épouse Marie-Thérèse Rollin avec qui il a deux fils dont Jean-Baptiste (I) Despine (v. 1674-1732). Ce dernier, après des études de droit (Docteur en droit), est auprès du duc de Savoie, puis roi de Sicile, puis de Sardaigne, Victor-Amédée II, « secrétaire aux archives de cour dès 1717, comme secrétaire d'ambassade au congrès d'Utrecht en 1712, comme châtelain de Chambéry dès le 10 janvier 1714, enfin comme secrétaire du roi [...] et plénipotentiaire à La Haye ». À sa mort, la qualité de chef de famille de la branche cadette passe à la lignée du frère de son père, François dit le Cadet (1657-1714). Ce dernier, notaire ducal à La Motte, épouse Bonaventure Rollin avec qui il a six filles et huit fils,. L'aîné, Claude-François (1680-1751), devient le chef de la branche (voir section « Implantation en Savoie »), les cadets Sylvestre (né en 1696) et Pierre (né en 1698) s'installent à Saint-Malo (voir section « De Saint-Malo à la Suisse »).
La famille possédait une maison dite Despine au Châtelard, « située à l'entrée sud du pays » (Rue Henri-Bouvier). Elle sert successivement de caserne de gendarmerie pendant la période révolutionnaire, puis à partir de 1845 elle accueille une école. La maison est achetée par la commune en 1863.

### Implantation en Savoie (Chambéry, Annecy, Aix)
Claude-François d'Espine, fils de François le cadet, est notaire à La Motte (1701-1751), avant d'être nommé, en raison de ses qualités, bourgeois de Chambéry, le 7 janvier 1711,. Peu de temps après, il épouse Jeanne Charrost de La Chavanne († 1776), fille de Spectable Humbert Charrost,, issu d'une famille de robe anoblie par leurs charges en 1727. Ils ont deux filles et neuf fils, dont Jean-Baptiste,, Joseph.
Jean-Baptiste Despine ou d'Espine, dit II (1724-1794) devient avocat, puis il entame une carrière à Turin où il est nommé sous-secrétaire d'État aux affaires étrangères, en 1749, secrétaire d'État, en 1772, puis conseiller du roi Victor-Amédée III, en 1780,,. Il est devenu le chef de famille. Deux ans plus tard, il est nommé résident de Sardaigne auprès de la République de Genève, le 18 décembre 1782,,. Le roi lui accorde, par lettres patentes du 29 novembre 1782, « le titre de baron pour lui et ses descendants mâles, par ordre de progéniture ». Célibataire et sans enfant, il adopte le 19 janvier 1794 (30 nivôse de l'an II), son neveu Charles-Humbert-Antoine Despine, fils de son frère cadet Joseph Despine, et en fait son « héritier de ses biens et de son titre de baron », par autorisation du roi Charles-Albert de Sardaigne. Cette autorisation a lieu par patentes royales du 5 juin 1841.

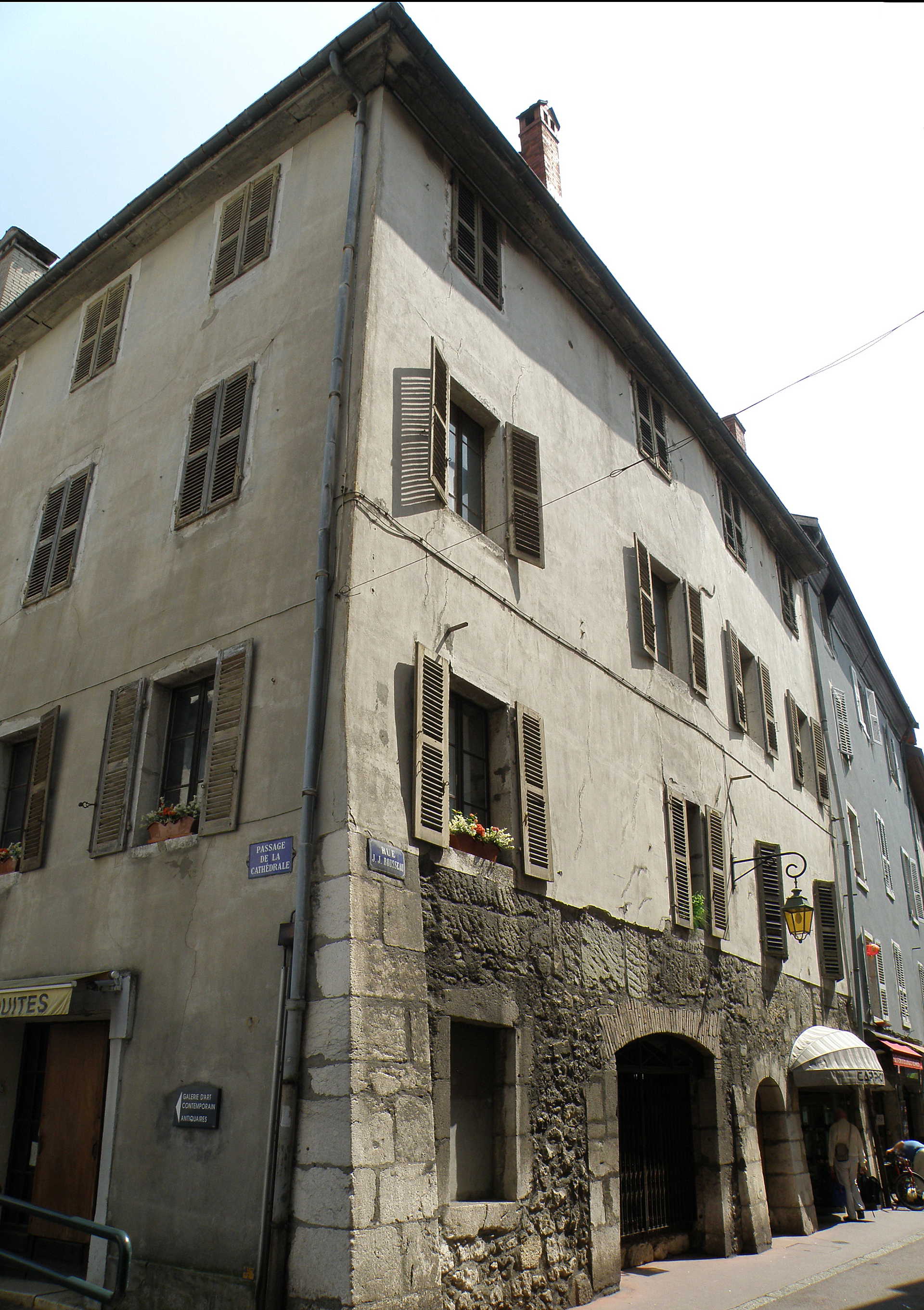
Maison Monnet au no 6 (anciennement Despine), située à l'angle du passage de la cathédrale et de la rue de l'Évêché, à Annecy, habitée par Joseph Despine et son épouse.

Jean-Baptiste II Despine avait présenté, en 1769, son frère cadet, Joseph, docteur en médecine, au roi. Victor-Amédée III en fait son médecin personnel. Joseph Despine, s'installe à Annecy (vers 1770), et épouse en 1773 (1777 ?) Anne-Constance Burdin, fille d'un notable annécien qui lui apporte une dot conséquente et lui ouvre la haute-société locale. Joseph Despine est reçu bourgeois de la ville en 1790. L'abbé Morand souligne ainsi « la famille d'Espine s'éloigna des Bauges qu'elle avait honorées pendant plus de quatre siècles. » Joseph Despine est reçu à l'Académie des sciences de Turin (1783) et vaccine la famille royale. En 1787, il est nommé à la « charge nouvellement crée de médecin-directeur des Eaux d'Aix », en Savoie. Pendant près d'un siècle, les Despine sont à la tête de l'établissement, avec notamment Charles-Humbert-Antoine Despine (1777-1852) qui succède à son père en 1830, puis Constant Despine (1807-1873), fils d'Antoine.

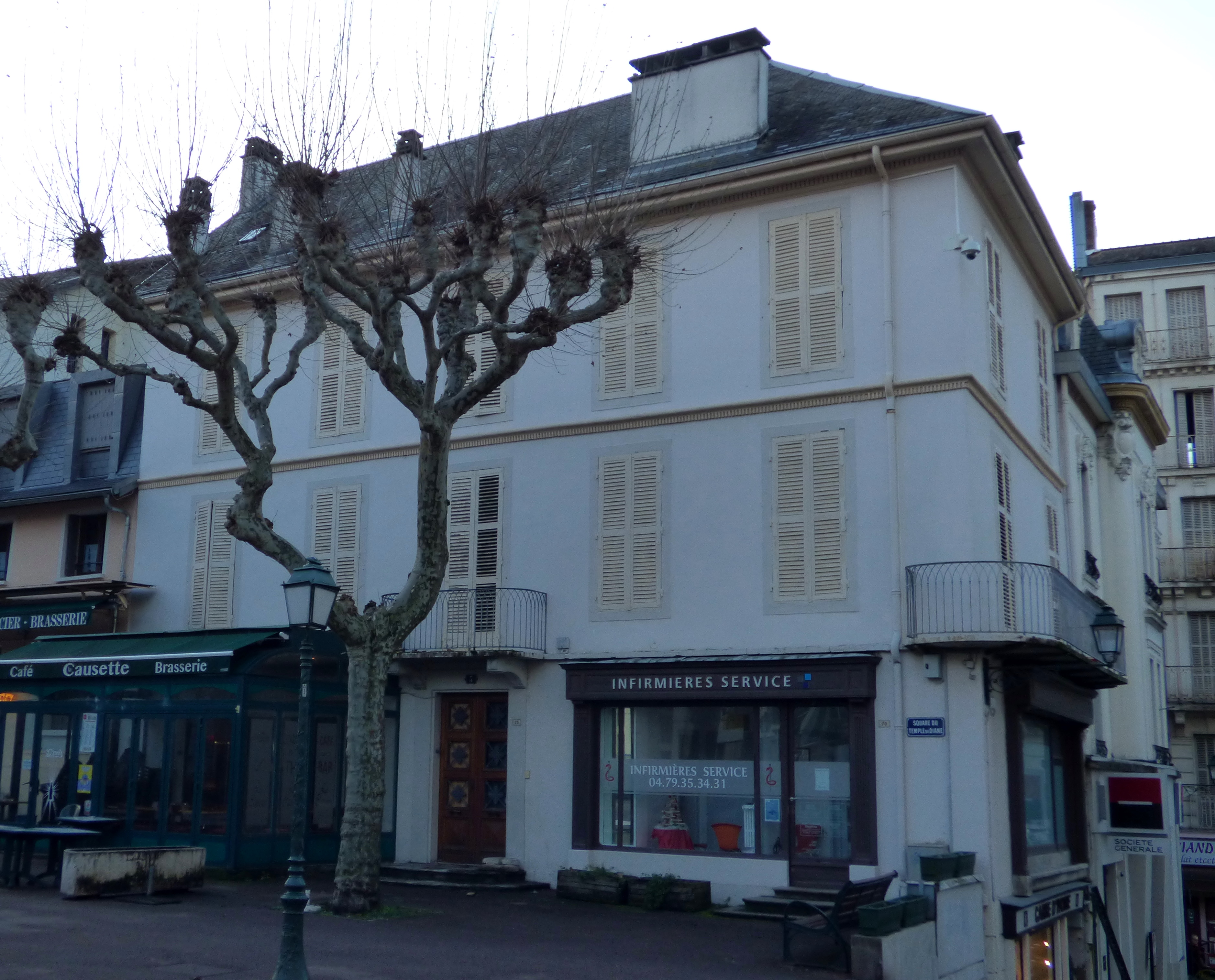
Maison Despine (édifiée entre 1816 et 1820), place Maurice-Mollard à Aix-les-Bains.

La famille de Joseph Despine est nombreuse puisque le couple a neuf filles et six fils. La plupart des filles, souligne Morand, meurent dans leur jeune âge. Après son adoption, Charles-Humbert-Antoine Despine devient le chef de famille. Ses frères sont à l'origine de plusieurs rameaux à Chavanod, à Marseille et en Guadeloupe. Son cadet, Jean-Baptiste Humbert Despine (1789-1818), devient avocat et s'installe en Guadeloupe, où il allait obtenir une habitation-sucrerie de Ferrayre, dite de l'Espérance. Il meurt cependant avant la passation. Charles-Marie-Joseph Despine (1792-1859) devient inspecteur général des mines ainsi que député de la Savoie au Parlement sarde (1848-1856). Il est à l'origine du rameau dit de Chavanod, dans la banlieue annécienne. Morand indique qu'« Ayant eu en partage la plus grande partie des biens considérables de la famille d'Espine dans les Bauges, il les vendit vers 1835. ». Louis-Félix Despine (1782-1858) et Joseph-Louis-Félix dit François (1791-....), le benjamin, s'installent à Marseille où ils ouvrent une maison de commerce. Louis-Félix Despine épouse Marianne de Passier, dont il a quatre filles et un fils, Prosper (1812-1892), médecin, sans postérité. Les affaires ne sont pas bonnes et les deux frères ne peuvent pas payer leurs créanciers. Afin d'éviter le discrédit sur la famille les frères solvables, notamment Antoine Despine, interviennent pour renflouer l'affaire. François Despine émigre à son tour aux Antilles.
Les affaires en Guadeloupe ne sont pas plus florissantes et les difficultés s'accumulent également. L'héritage oppose, dans un procès, l'aîné des frères, Antoine Despine, avec un cadet, entre 1824 et 1832.

### De Saint-Malo à la Suisse
Au début du XVIIIe siècle, deux frères, Sylvestre et Pierre d'Espine, fils de François dit le Cadet, s'installent à Saint-Malo,, après avoir voulu partir en Indes. Deux des cinq fils de Pierre, Jean-Baptiste-François (1725-1798) et Noël (v. 1750-....) — on le trouve sous la forme Jean-Noël — sont à l'origine des rameaux suivants partis s'installer en Suisse, à Genève,.
Jean-Baptiste d'Espine (1725-1798), peintre en émail, abandonne la foi catholique pour passer à la Réforme, en 1766,,. Il est reçu à la bourgeoisie de Genève en 1792,. Il se marie deux fois et il eut deux enfants du second mariage, notamment Jean-François-Pierre (1783-1859),. Jean d'Espine est droguiste. Galiffe indique qu'il a été consul de Suisse et de Suède à Odessa, en 1812 (Chaix d'Est-Ange reprend cette information). Il séjourne une quinzaine d'années à Carqueiranne, dans le sud de la France. Il est aussi président de l'Alliance évangélique,. Jean d'Espine épouse Marie-Pernette Tallant (Morand donne le nom de Pallant),,. Ils ont deux fils, dont Marc-Jacob (1806-1860), médecin à Genève,. Marc-Jacob d'Espine épouse Sophie Gütschow, en 1844, dont il a Jean-Henri-Adolphe (1846-1930), qui est également médecin, ainsi que professeur à l'Université de Genève,, et Edouard d'Espine (1806-1860), banquier. Ce dernier est le père d'Henri d'Espine (de) (1895-1982), théologien.
Le rameau issu de (Jean-)Noël d'Espine (1782-1855) et de son épouse, Anne Catherine Salomé de Farhn ou Fahren, en allemand, (1757- ?), originaire de Bienne, dans le canton de Berne, est résumé ainsi par l'abbé Morand : « Silvestre, Alexandre, Dominique, Jacques et Jean. Ce dernier, ayant épousé 1° une demoiselle Janvier, 2° une demoiselle Demidoff, en eut Marie, Amélie et un troisième enfant d'un nom ignoré, qui furent les derniers rejetons de ce rameau ». Les cinq enfants, dans l'ordre, de naissance sont : Sylvestre, Jean-Baptiste (1777-† apr. 1862), dit Janot, Jean-Jacques (1779 ? -av. 1850), Alexandre (1782-1855) et Dominique-Marie (1785-1802),.
La famille de Jeabn-Noël s'installe à Besançon, en janvier 1795, où ses membres sont enregistrés comme artistes horlogers,. Il semble, comme beaucoup de compatriotes, fuirent les « persécutions politiques à la fin de l’été 1793 » (Zimmer, Burello, 2019). Les fils aînés travaillent à la manufacture d’horlogerie, tandis qu'Alexandre effectue trois années de service militaire dans la garde nationale de Besançon. Alexandre et Jean-Baptiste sont dentistes à Grenoble, en 1804. Jean-Baptiste part s'installer à Paris à cette période, tandis qu'Alexandre part exercer à Turin, capitale du royaume de Sardaigne. Les auteurs Zimmer et Burello (2019) ont retrouvé une correspondance entre les deux frères et leurs cousins de Savoie, notamment le docteur Joseph Despine ou encore Charles-Marie-Joseph Despine, élève aux Mines,. Alexandre devient dentiste pour les notables et des membres de l'aristocratie, il est présenté au roi, en 1819.

## Personnalités
- Jean-Baptiste I Despine (1674-1732), ministre plénipotentiaire du roi Victor-Amédée II de Sardaigne ;
- Jean-Baptiste II Despine (12 mai 1724 au Châtelard en Bauges — 22 janvier 1794 à Annecy), avocat, ministre plénipotentiaire du roi de Victor-Amédée III de Sardaigne, fait baron en 1782, chevalier des SS-Maurice-et-Lazare (août 1789)[19],[22],[21],[10] ;
- Joseph Despine (1737-1830), frère du précédent, médecin, directeur des Thermes royaux d'Aix (1787-1830), dont[22] :
  - Charles-Humbert-Antoine Despine (1777-1852), médecin, directeur (1830) des Thermes royaux d'Aix[23],[37], baron par adoption de son oncle Jean-Baptiste II Despine[22] (lettres patentes de 1841[23]). Chevalier de la Légion d'honneur (1814)[38]. Élu membre Correspondant de l'Académie des sciences, belles-lettres et arts de Savoie (1820)[39]. Dont[22],[27] :
    - Constant-Claude-Joseph Despine (1807— 1873), médecin-directeur des thermes d'Aix (1849)[40], baron. Chevalier des SS-Maurice-et-Lazare (1853), de la Légion d'honneur (15 mai 1861)[41],[22]. Élu membre de l'Académie des sciences de Turin, Correspondant de l'Académie des sciences, belles-lettres et arts de Savoie (1835)[39]. Dont[27] :
      - Alphonse François Despine (16 juin 1844 à Aix-les-Bains — 22 août 1917 à Brison-Saint-Innocent), baron. Secrétaire particulier et chef de cabinet du préfet de la Savoie (1869-1877), puis sous-préfet de Bonneville (juin-décembre 1877), maire de Brison-Saint-Innocent[22],[42] (1887-1892). ∞ Anna Somers-Cocks, un fils unique[43] :
        - Jean Constant Despine (8 juin 1893 à Brison-Saint-Innocent — 10 octobre 1917), baron. Sous-lieutenant au 6e régiment d'infanterie coloniale, Mort pour la France (1917)[44], à l'âge de 24 ans[43]. Sans postérité.

    - Alphonse-Louis-Joseph Despine (1818—1872), avocat et professeur de droit à Annecy[45]. Chevalier des SS-Maurice-et-Lazare. Élu membre Correspondant de l'Académie des sciences, belles-lettres et arts de Savoie, le 14 août 1862[39] ;
    - Félix-François-Antoine Despine (11 novembre 1819 à Annecy — 28 décembre 1883 à Chambéry), haut fonctionnaire sarde (vice-intendant de Sardaigne, intendant de Tarentaise, directeur du pénitencier d'Albertville), puis français (conseiller de préfecture, puis sous-préfet à Moûtiers de 1860 à 1870, puis à Albertville de 1870 à 1877), chevalier de la Légion d'honneur (28 août 1860)[46], des SS-Maurice-et-Lazare (1862)[22],[47]. Élu membre Correspondant de l'Académie des sciences, belles-lettres et arts de Savoie, le 2 avril 1862[39].

  - Charles-Marie-Joseph Despine (1792-1859), ingénieur[22], député de la Savoie au Parlement sarde (1848-1856). Commandeur des SS-Maurice-et-Lazare[22] (1850), élu membre Effectif de l'Académie des sciences, belles-lettres et arts de Savoie (1833)[39],[48]. ∞ Caroline (de) Garbillon, dont quatre enfants (Sans postérité masculine)[22] ;
  - Louis-Félix Despine (30 octobre 1782 — 20 décembre 1858 à Marseille), négociant[27], dont :
    - Prosper Despine (11 mars 1812 à Bonneville — 4 janvier 1892 à Marseille), médecin, médecin-directeur des thermes d'Aix-les-Bains, membre de la Société médico-psychologique de Grande-Bretagne et de Paris, de la Société américaine des prisons et de l'Académie des sciences, belles-lettres et arts de Savoie[49]. Élu membre Correspondant de l'Académie des sciences, belles-lettres et arts de Savoie, le 9 décembre 1880[39],[50].

Branche suisse
- Jean-Baptiste-François (1725-1798), reçu bourgeois de Genève (1792).
  - Jean-François-Pierre d'Espine (1783-1859), droguiste, Consul de Suisse et de Suède à Odessa président de la branche française de l'Alliance évangélique, ∞ (1805) Marie Pernette Tallant.
    - Marc-Jacob d'Espine — Marc d'Espine[52], Jacob-Marc d'Espine ou encore Jacopo Marco Despine — (1806-1860), médecin, membre de la Société médicale de Genève, puis du Conseil de santé, et président de la Commission sanitaire du Canton de Genève[52], ∞ (1844) Sophie Gütschow[33].
      - Édouard d'Espine (1806-1860), banquier, ∞ (1893) Caroline Heusler.
        - Henri d'Espine (de) (1895-1982), théologien[35], ∞ (1922) Gabrielle Warnery.

      - Jean-Henri-Adolphe d'Espine (1846-1930), médecin, professeur à l'Université de Genève, membre correspondant de l'Académie de médecine de Paris, ancien interne des hôpitaux de Paris[53], ∞ (1877) Berthe Lullin[34].
- Jean-Noël d'Espine (1782-1855),  ∞ Anne Catherine Salomé de Farhn ou Fahren (1757- ?)
  - Alexandre Despine (1782-1855), chirurgien dentiste[36].
  - Jean-Baptiste Despine de Fahrn (1777-après 1862), docteur en chirurgie dentaire, en sciences historiques et philologiques[31].

## Armes et devise
| Famille Despine | Les armes de la famille Despine se blasonnent ainsi : De gueules au chevron d'or accompagné de trois roses d'argent boutonnées du champ,, alias boutonnées d'or. Devise : « Non sine spinis » (non sans épines), |

#### Ouvrages généraux
- Gustave Chaix d'Est-Ange, Dictionnaire des familles françaises anciennes ou notables à la fin du XIXe siècle, t. 13, CUN-DES, Evreux, imprimerie Charles Herisseys, 1914 (lire en ligne), p. 387-389, « Despine, ou d'Espine ». .
- Amédée de Foras, Armorial et nobiliaire de l'ancien duché de Savoie (vol. 2), Grenoble, Allier Frères, 1878 (lire en ligne), p. 267-268. .
- Jacques Augustin Galiffe, Notices généalogiques sur les familles genevoises : depuis les premiers temps, jusqu'à nos jours (vol. 7), J. Barbezat, 1895 (lire en ligne), p. 124-129.
- Abbé Laurent Morand, Les Bauges : histoire et documents : Seigneurs et nobles laïcs (Ier volume), Chambéry, Imprimerie savoisienne, 1889, 576 p. (lire en ligne), p. 279-294. .

#### Ouvrages ou articles sur un membre de la famille
- anonyme, Notice biographique sur M. A. Despine, Annecy, Impr. de C. Burdet, 1872, 38 p. (lire en ligne)
- Philippe Grandchamp, « La vie quotidienne d’un élève de l’École des Mines à la fin du Premier Empire, d’après les carnets de Charles-Marie-Joseph Despine », Travaux du Comité français d'histoire de la géologie, no 3e série (tome 2),‎ 1988, p. 45-59 (lire en ligne)
- Jean Nicolas, « Un siècle de permanence bourgeoise : les Despine à Annecy », Acte du 22e congrès — La vie culturelle et artistique en Savoie à travers les âges — Congrès des sociétés savantes de Savoie, à Saint-Jean-de-Maurienne (1968), no tome XXII, nouvelle série 3,‎ 1972, p. 217-235
- Marguerite Zimmer, « Jean-Baptiste Despine de Fahrn (1777-après 1862) », Actes. Société française d'histoire de l'art dentaire, no 14,‎ 2009, p. 82-86 (lire en ligne [PDF])

### Fonds d'archives
- Fonds : Aussedat-Despine : dossier Famille Despine (1349-1923).  Cote : 45 J 1-216. Annecy : Archives départementales de la Haute-Savoie (présentation en ligne). (Sommaire)
- Robert Gabion, Répertoire numérique détaillé du fonds Garbillon-Despine, vol. Sous-série 11 J, Annecy, Archives départementales de la Haute-Savoie, 1981, 438 p. .